# Флюхткоґель
Флюхткоґель (нім. Fluchtkogel) — гора у групі Вайсскамм в Ецтальських Альпах.